# ويليام هنتر (عداء سريع)
ويليام هنتر (بالإنجليزية: William Hunter)‏ هو عداء سريع أمريكي، ولد في 1884، وتوفي في 25 أغسطس 1966.

## وصلات خارجية
- ويليام هنتر على موقع أوليمبيديا (الإنجليزية)